# Wiktor Mazykewycz
Wiktor Mazykewycz (ur. 1840 - zm. 29 czerwca 1910 w Dyniskach) – ksiądz greckokatolicki, poseł do Sejmu Krajowego Galicji VIII kadencji.
Wyświęcony w 1866. Administrator parafii Lipsko-Bełżec w latach 1867-1869, administrator kaplicy w Teniatyskach w latach 1869-1873, od 1873 proboszcz w Dyniskach.
Wybrany do Sejmu Krajowego z IV kurii okręgu wyborczego nr 48 Rawa. Złożył mandat w 1903, powtórnie wybrany 14 czerwca 1904.